# Jean-François de Bourgoing
Pour les articles homonymes, voir Bourgoing.
Jean-François, baron de Bourgoing est un diplomate, écrivain et traducteur français, né à Nevers, le 20 novembre 1748 et mort à Carlsbad le 20 juillet 1811. Commandeur de la légion d'honneur, membre correspondant de l'Institut de France pour la classe des sciences et celle des sciences morales et politiques, membre de l'Académie des sciences de Copenhague, de l'Académie de Beaux-Arts de Stockholm, chevalier, puis baron  de l'Empire, chevalier de l'ordre de l'étoile polaire (Suède).

## Les années de jeunesse
Né dans une famille noble du Nivernais, Jean-François de Bourgoing était fils de Philippe de Bourgoing, écuyer, seigneur de Charly et du Vernoy, capitaine et chevalier de Saint-Louis, et de Marie-Anne Marcellin, fille d'un conseiller du Roi à Gannat.
Âgé de douze ans, Bourgoing entre à l'École militaire de Paris. Remarqué par Joseph Paris Duverney, directeur de cette école qui cherche à former de futurs diplomates, il est envoyé étudier le droit public à l'université de Strasbourg avec le professeur Johann Reinhard Kugler, dès l'âge de seize ans. Cette école était spécialement destinée à la formation des diplomates. À la sortie, âgé de vingt ans, il est nommé officier au régiment d'Auvergne et secrétaire à la légation de France auprès de la Diète d'Empire à Ratisbonne. Ayant commis une maladresse dans une lettre adressée au secrétaire d'État Choiseul, il est rappelé à Paris et renvoyé à son régiment.
C'est sans doute à ce moment qu'il se lance en littérature en rédigeant avec son ami Louis Alexandre Marie de Musset, marquis de Cogners, alors lieutenant au régiment d'Auvergne, une Correspondance de deux jeunes militaires, ou Mémoires du marquis de Lusigny et d'Hortense de Saint-Just, publié à Paris en 1777, réédité ensuite à Londres en 1792 sous le titre : Les Amours d'un jeune militaire et sa Correspondance avec Mlle de Saint-Just. Dans ce roman d'amour épistolaire débordant de sentimentalité, Bourgoing aurait rédigé les lettres du précepteur, l'un des personnages. C'est la seule incursion connue de Bourgoing dans le domaine du roman.
La même année 1777, il publie sa première traduction avec De l'éducation des princes, du pédagogue rousseauiste allemand Johann Bernhard Basedow, qu'il signe sobrement M. de B., officier. L'ouvrage est publié à Yverdon, par une société littéraire et typographique, autrement dit un éditeur anonyme, dans une ville où l'édition échappe plus facilement à la censure qu'à Paris.

## Secrétaire de légation de Louis XVI en Espagne
Le 1er octobre 1777, Montmorin demanda à Vergennes l'autorisation de le prendre pour secrétaire de légation, en Espagne. En réalité, ses fonctions ne s'arrêtèrent pas là, car en l'absence de Montmorin, il assura seul le rôle d'ambassadeur. Après un séjour de neuf ans à Madrid, il tira des enseignements de son expérience espagnole, un Nouveau voyage en Espagne ou Tableau actuel de la monarchie, qui parut en cinq volumes en 1789. Le livre connut un certain succès, puisqu'il fut réédité à quatre reprises, sous le titre du Tableau de l'Espagne moderne à partir de la seconde édition en 1797 (3e édition en 1803 et 4e édition en 1807). Il continua d'y ajouter des notes et des détails à chaque édition. L'ouvrage fut traduit dans plusieurs langues.
Dans ce livre, il expose largement les productions commerciales de l'Espagne, consacrant notamment un chapitre à la laine du mérinos : l'acquisition, en 1786, d'un troupeau complet de ces moutons de grande qualité, dont l'exportation était prohibée, était l'un des succès de la diplomatie française en Espagne. Élevés à la Bergerie nationale de Rambouillet, ils furent le point de départ d'une transformation complète du paysage ovin français. L'intérêt de Bourgoing pour cette question n'est pas anodin : c'est lui-même qui, dès 1783, avait négocié l'achat de ces animaux, dans une clause secrète d'un traite franco-espagnol. Fier de sa réussite, il avait accompagné le troupeau à travers les Pyrénées jusque Bayonne.
À son retour en 1786, il épouse Marie-Benoîte-Joséphine Prévost de La Croix. Ils auront sept enfants, dont Ernestine-Thérèse-Gasparine de Bourgoing, qui épousa le général MacDonald, Armand de Bourgoing, Paul-Charles-Amable de Bourgoing et Honoré de Bourgoing. Il est ensuite nommé, en 1788, ministre plénipotentiaire à Hambourg, poste qu'il occupa jusqu'au début de l'année 1792.

## Ambassadeur de la France révolutionnaire en Espagne
Au début de la Révolution, Bourgoing est probablement l'auteur du Jugement de l'Europe impartial sur la révolution de la France, par un Suédois, ami de cette nation publié en 1790. Le 25 février 1792, Dumouriez, l'envoie en mission diplomatique en Espagne. Le premier ministre, Floridablanca, refuse de le reconnaître comme ambassadeur, mais son successeur le comte d'Aranda accepte finalement. Il s'efforce de retarder le déclenchement de la guerre entre la France et l'Espagne, et de négocier un accord d'indemnisation des princes espagnols possessionnés en France, privés de leurs droits féodaux depuis la nuit du 4 août. Ayant appris le renversement de Louis XVI, il prête aussitôt serment de liberté et d'égalité, et suggère à l'Espagne de s'allier à la République française. La proposition est accueillie plutôt froidement. C'est le début d'une série d'ennuis, qui lui vaut d'être expulsé le 19 février 1793, après avoir failli être condamné à mort ; il est sauvé par une médiation de Manuel Godoy.

## Les négociations du camp de Figuières
Pendant la Terreur, contraint de quitter la capitale en tant que noble, il retourne vivre à Nevers, où il entre au conseil municipal. Au début de l'année 1795, Bourgoing est rappelé aux affaires diplomatiques. Sa connaissance du pays, ses réseaux d'amitié et son expérience font de lui un bon négociateur avec l'Espagne. En outre, il n'a pas été remplacé depuis son départ d’Espagne dix-huit mois plus tôt.
Il arrive, accompagné de l'adjudant-général Roquesante, de Goupilleau et Delbrel au quartier général de l'armée des Pyrénées orientales. Le Comité de salut public le chargeait de négocier le refus d'un armistice et le sort des enfants de Louis XVI, l'indemnisation des vaisseaux brûlés à Toulon, l'annexion de la Cerdagne, de la Fontarabie, du port du Passage, le Guipuscoa, le Val d'Aran, la partie espagnole de Saint-Domingue et la Louisiane. Face aux objections de Bourgoing, qui considérait qu'il ne pouvait défendre un tel programme, on suggéra de proposer en échange l'annexion du Portugal ; ce qu'il refusa également de défendre. Finalement, il obtint carte blanche pour négocier le maximum, le comité d'agriculture lui demandant simplement d'obtenir un nouveau troupeau de mérinos et des juments poulinières.
Les négociateurs arrivèrent au mois de mars 1795 à Figuières, mais les Espagnols n'envoyèrent personne à leur rencontre, si bien que l'essentiel des discussions passèrent par la correspondance entre Bourgoing et l'ancien ambassadeur d'Espagne à Paris, José Ocariz et son ami Iriarte, auquel il écrit par l'entremise de l'ambassadeur des États-Unis à Paris ; elles portaient principalement sur le sort de Louis XVII. Face à cet échec, le Comité de salut public demanda à Bourgoing de mettre fin à cette correspondance, tandis que les opérations militaires se poursuivaient. Il se retira donc de nouveau à Nevers.
Pour la négociation du traité de Bâle, il fut remplacé par François Barthélemy, mais le négociateur espagnol, Iriarte, continuait d'adresser ses lettres à Bourgoing, ce qui sema une certaine confusion. Il semble que Bourgoing soit l'auteur, anonyme, une fois de plus, des Mémoires du prince de la paix, c'est-à-dire du premier ministre profrançais Manuel Godoy qui négocia ce traité côté espagnol.

## Le temps d'écrire
En l'an IV (1796), il publia un La Paix ! la Paix ! la Paix ! par un ami de son pays et de la paix, Cri de l'opinion publique sur la paix, suivi d'un Second cri... la même année. L'année suivante, il rédigea Quelques notices sur les premières années de Bonaparte, recueillies en anglais par un de ses condisciples, mises en français par le C.B. Paris.
Il publia ensuite un nouveau livre de voyage, dans un pays où il n'a pas exercé de fonctions officielles : Voyage du duc du Chatelet en Portugal, où se trouvent des détails intéressans sur ce Royaume, ses Habitans, ses Colonies, sur la Cour et M. De Pombal, sur le Tremblement de terre de Lisbonne, etc.. La deuxième édition, publiée chez Buisson en l'an IX (1801), est augmentée de Notes sur la situation actuelle de ce Royaume et de ses Colonies. Il s'agit de la publication d'un manuscrit de 1778, largement annoté par Bourgoing lui-même, faussement attribué au duc du Chatelet, qui ne se trouvait pas au Portugal au moment du récit. En réalité, le texte est probablement du futur chef vendéen Desoteux de Cormatin. Comme le récit espagnol, il contient de nombreuses informations économiques et commerciales.
Son homologue, le chevalier Azara, ambassadeur d'Espagne en France, lui avait communiqué les la correspondance entre Voltaire et le Cardinal de Bernis, dont il était un ami proche. Bourgoing en fit une édition annotée. Il est vraisemblable que Bourgoing soit l'auteur de la Notice historique sur le chevalier Don Joseph de Azara, parfois attribuée à Talleyrand, dont Bourgoing fut un proche collaborateur.
Bourgoing publie encore en l'an VII (1798) des Mémoires historiques et philosophiques sur Pie VI et sur son pontificat, jusqu'à sa retraite en Toscane, qu'il poursuivra pour une nouvelle édition en 1800. Le titre est explicite, puisqu'il parle d'un pape du point de vue philosophique et non religieux. Outre ses propres écrits, il traduit de l'Allemand, en l'an IX (1801), la Botanique pour les femmes de Batsch, puis en 1804 une Histoire des flibustiers, d'Archenholtz, et en 1805 une Histoire de Charlemagne de l'historien allemand Hegewisch, ainsi qu'une Vie du comte de Munich en 1807. Tous ces ouvrages sont, selon l'habitude de Bourgoing, assortis d'une préface et de notes abondantes. Parmi ses textes peu connus, il faut également signaler La passion et la mort de Louis XVI, qui ne semble pas avoir été publié de son vivant. Bourgoing participe également à la première édition de la Biographie Michaud publiée en 1801.

## Retour à la diplomatie
Après le 18 brumaire, il revient à la carrière diplomatique. Il est alors envoyé comme ambassadeur à Copenhague en décembre 1799, où il est nommé membre de l'Académie des sciences de Copenhague. Il est en effet en contact avec de nombreux scientifiques danois, auxquels il communique notamment les questions que lui envoie Volney sur des problèmes de météorologie. Il omet, par contre, d'informer Talleyrand de la mise sous séquestre des biens anglais en Russie, ce qui lui vaut une réprimande du Premier consul.
Puis le 1er avril 1801, il part pour Stockholm, où il noue des relations dans les milieux artistiques, ce qui lui vaut d'être nommé membre de l'Académie de Beaux-Arts de Stockholm. Dès 1804, il est rappelé en France par Napoléon, en raison d'une bévue diplomatique : lors d'un discours, il laisser entendre qu'un gouvernement monarchique pourrait être rétabli en France.
Revenu en France, il participe à la création des Archives littéraires de l'Europe, qui paraissent de 1804 à 1808. L'un de ses fils, Armand de Bourgoing, aurait déclaré au secrétaire d'État Hugues-Bernard Maret : Je périrais ou j'obtiendrais la grâce de mon père. Ayant accompli un exploit militaire à Ostrolenka, il obtient effectivement de l'Empereur un nouveau poste pour son père. Il est donc envoyé en 1807 à Dresde comme envoyé extraordinaire et ministre plénipotentiaire auprès du roi Frédéric-Auguste Ier de Saxe, qu'il accompagna à plusieurs reprises dans ses voyages en Pologne.
Il sera également fait chevalier (10 septembre 1808), puis baron de l'Empire (9 septembre 1809). C'est dans ce poste diplomatique qu'il sera l'un des participants du Congrès d'Erfurt, puis l'un des signataires du traité de Varsovie en 1809. Puis il entreprit la rédaction de ses mémoires, à l'usage exclusif de ses enfants, dont il n'acheva que cinq chapitres restés inédits. Sentant sa santé décliner, il part faire une cure thermale à Carlsbad, où il décède le 20 juillet 1811.
Son ami le comte de Senfft le décrivait ainsi, à son arrivée en Saxe : Une bonhomie rare, une simplicité de cœur touchante et une disposition éminemment bienveillante, jointes à un grand fonds de gaîté et de courage, formaient les traits de cet heureux caractère. Avec une instruction très étendue et une activité infatigable, il n'avait ni le goût sûr et l'esprit de critique qui font le grand écrivain, ni le tact et la mesure d'une homme d'État. La carrière de Bourgoing ne dément pas ce portrait.

## Un lecteur de Bourgoing
« Les télégrammes des journaux qui affirment que je suis libre ne disent pas la vérité. Pour sortir de l'hôtel je suis obligé de m'entendre par avance avec mon mouchard, qui m'accompagne partout : prend son café à la même table que moi (c'est moi qui paye naturellement), etc.  la bibliothèque, il s'assied en face de moi et crache pendant deux ou trois heures sur le plancher. Je lis une étude sur l'Espagne par M. Bourgoing, ministre plénipotentiaire de Louis XVI, à la cour de Madrid. C'est très intéressant (en même temps, c'est l'ouvrage le plus moderne — Paris 1807 — que j'aie pu trouver ici). »
Lettre de Trotsky à Rosmer, Cadix, le 19 novembre 1916.

## Postérité
- De son mariage avec Marie-Benoîte-Joséphine Prévost de La Croix, il eut sept enfants, dont :
  - Armand Marc Joseph de Bourgoing (27 décembre 1786 ✝ 26 février 1839), chevalier de Bourgoing et de l'Empire (11 juin 1810), 1er comte de Bourgoing (par ordonnance royale du 14 mars 1830, sur institution de majorat par ordonnance du même jour), lieutenant-colonel (corps royal d'état-major), commandeur de la Légion d'honneur[39], marié, en 1820, avec Marie Olive (fille d'Antoine Desmousseaux de Givré, préfet napoléonien et député des Cent-Jours), dont :
    - François Jean Guillaume (16 mai 1821 - Paris ✝ 5 août 1882 - château de La Noue (Seine-et-Marne), 2e comte de Bourgoing (1839), ambassadeur français, officier de la Légion d'honneur, chevalier de l'Ordre d'Isabelle la Catholique[40], marié en 1856 avec Blanche Tripier (né en 1834), dont au moins cinq fils et une fille, parmi lesquels :
      - Charles Félix (vers 1860 ✝ 22 septembre 1907 - au château de La Baume (Nièvre), 3e comte de Bourgoing (1882), marié, le 26 janvier 1893, avec Henriette de La Roque-Ordan (1867-1955), dont postérité ;

    - Charles Paul Othello (11 octobre 1825 ✝ 1855 - siège de Sébastopol (« mort à l'ennemi ») ;

  - Ernestine Thérèse Gasparine (21 mai 1789 - Hambourg ✝ 13 avril 1870 - Paris), mariée, le 25 septembre 1821 avec Étienne Jacques Joseph Macdonald (1765-1840), maréchal-duc de Tarente, dont :
    - Alexandre Macdonald (1824-1881), 2e duc de Tarente, marié, dont postérité ;

  - Paul Charles (1791-1864), baron de Bourgoing, diplomate puis pair de France, sénateur du Second Empire, marié (2°), le 15 septembre 1836, avec Ida de Lotzbeck de Weyhern, dont :
    - Othon Othelin Fabien Honoré Paul (1839 ✝ 8 septembre 1908 - Reichenau (Autriche), baron de Bourgoing, ministre plénipotentiaire, officier de la Légion d'honneur, marié le 16 septembre 1871 à Vienne (Autriche), avec Therese, « Reichsgräfin Kinsky von Wchinitz und Tettau » (née en 1851) ;
    - Inès, mariée 1856 avec Godefroi, comte de Waldner de Freundstein (né en 1824), saint-cyrien (promotion de Djemmah), officier d'infanterie, général de brigade, officier de la Légion d'honneur, dont postérité ;

  - Louis Honoré (19 février 1796 ✝ 1864), page de Napoléon Ier, colonel de dragons, marié en 1831 avec Anne-Victoire Billault, dont
    - Louis (1832-1870) ;
    - Paul, marié le 24 janvier 1872 avec Lucie Adèle de Saivre (1850-1918), dont postérité.

## Décorations
- Commandeur de la Légion d'honneur (1804), chevalier (1803)
- Chevalier de l'ordre royal de l'Étoile polaire.

## Pour approfondir